# Helluland

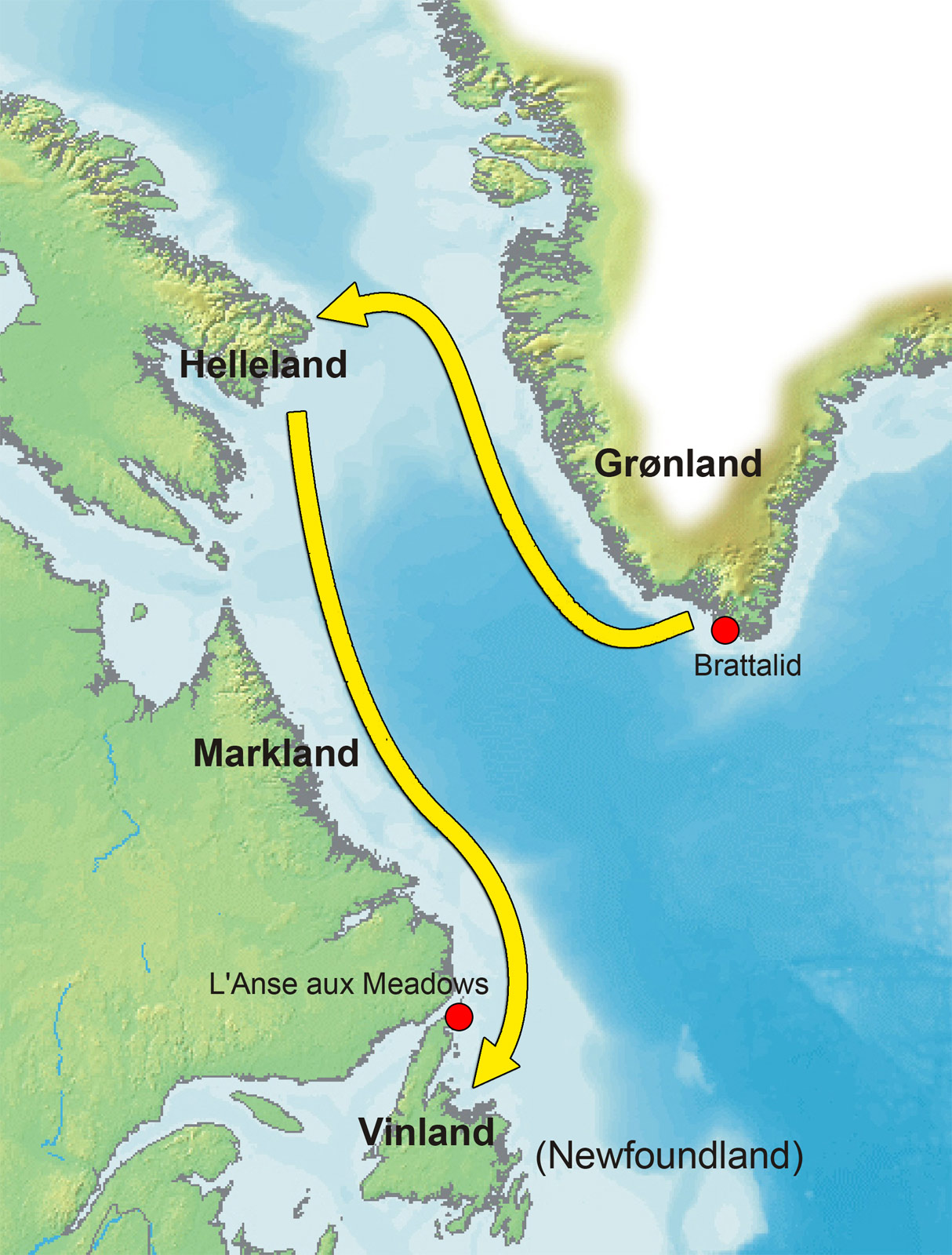
Itinerarul spre Vinland cu cele trei teritorii descoperite

Helluland este numele unui teritoriu din cele trei pe care le-a descoperit Leif Eriksson, aproximativ în anul 1000, pe coasta de nordicǎ a Americii de Nord. În Saga Islandezilor (mai ales în Saga lui Erik cel Roșu), Helluland este descris ca un pǎmânt acoperit de pietre plate sau „Ținutul Rocilor Plate” (în limba nordică veche häll). Majoritatea istoricilor sunt de acord cu faptul cǎ Helluland este Insula Baffin, teritoriul provinciei canadiene Nunavut.
Helluland este primul dintre cele trei teritorii din America de Nord pe care le-a vizitat Eriksson. Acesta a refuzat să se stabilească pe acest teren deschis din cauza aspectului său dur și neprimitor și a plecat mai departe spre sud, ulterior descoperind Markland (i.e. „Ținutul Pădurilor” sau „Ținutul limită”, pe coasta Labradorului de astăzi) precum și Vinland („Ținutul vinului”, denumit astfel după ceea ce scandinavii au crezut că sunt struguri acolo, care, de fapt, erau doar anumite fructe de pădure, i.e. insula Newfoundland din Newfoundland și Labrador, sud-estul Canadei de astăzi). 